# 犴姓
犴姓是中國古代的罕见姓氏。

## 來源
战国时期吴国大夫犴的后代以犴为姓。汉朝時有因父親被辱而報仇的睢陽人犴反。（見《漢書》梁共王買傳，漢代之後不見此姓氏。

## 延伸阅读
[在维基数据编辑]
 《欽定古今圖書集成·明倫彙編·氏族典·犴姓部》，出自陈梦雷《古今圖書集成》